# Дзедиани
Дзедиа̀ни (на италиански: Zeddiani; на сардински: Tzeddiani, Цедиани) е село и община в Южна Италия, провинция Ористано, автономен регион и остров Сардиния. Разположено е на 10 m надморска височина. Населението на общината е 1176 души (към 2010 г.).